# Kerem Şeras
Kerem Şeras (Ankara, 1º gennaio 1984) è un allenatore di calcio ed ex calciatore turco, di ruolo centrocampista, tecnico del Çankaya.

## Carriera
Ha giocato 256 partite nella massima serie turca.